# Jochen Rudi
Jochen Rudi (* 15. Juli 1949 in Frohburg) ist ein deutscher Kaufmann und ehemaliger Präsident des 1. FC Dynamo Dresden.

## Leben
Rudi kam in Frohburg bei Leipzig zur Welt. Die Familie floh 1960 in die Bundesrepublik und ließ sich in Schorndorf nieder. Rudi absolvierte eine Ausbildung zum Industriekaufmann und machte sich 1980 selbstständig: Er gründete in der Olgastraße in Schorndorf die Firma Rudi Befestigungstechnik. Anfang der 1990er-Jahre zog Rudi nach Dresden, wo er mit dem ehemaligen Vorstandsvorsitzenden der Daimler-Benz AG Prof. Dr. Werner Breitschwerdt die Erhardt Fahrzeugwerk Dresden GmbH übernahm. Diese und die später aus der Rono Systemtechnik GmbH hervorgegangene Erhardt Fahrzeugbau Ilsenburg GmbH führte er unter anderem bis 2013 als geschäftsführender Gesellschafter. Im Jahr 2008 gründete er das Startup BioTrans GmbH und änderte dessen Namen wenige Jahre später zu ruBio GmbH mit Sitz in Dresden.
Rudi gehörte bereits einige Jahre dem Aufsichtsrat des 1. FC Dynamo Dresden an, bevor er 2002 Vereinspräsident wurde. Unter seiner Führung erreichte der Verein einen erheblichen Schuldenabbau sowie den Aufstieg in die 2. Bundesliga. Er war maßgeblich am nicht unumstrittenen Neubau des Rudolf-Harbig-Stadions beteiligt. Von dem Posten als Vereinspräsident trat er zum 12. Januar 2007 aus persönlichen Gründen zurück. 